# Калтан
Калта́н — город областного подчинения в Кемеровской области — Кузбассе, административный центр Калтанского городского округа. Это небольшой населённый пункт в Сибири, который отдалён от крупных городов более чем на 40 км. Ближайший крупный город — Новокузнецк. Город является центром монопрофильного муниципального образования, Калтанского городского округа, вошёл в перечень моногородов РФ (Распоряжение Правительства РФ от 29 июля 2014 г. № 1398-р).

## Этимология
Местные краеведы называют Калтан «топонимом-загадкой», поскольку существует масса теорий, согласно которым город приобрёл такое название. Согласно словарю В. И. Даля, слово калтан означает на сибирском диалекте «молодой летний соболь». Также есть версия, что название восходит к местным шорским наречиям — «чёрный камень» (речь, видимо, об угле), «неразумный зимний морозный ветер». Возможно, что первичное название поселения произошло от тюркского и иранского кала, калат со значением «селение».

## История
В 1859 году в списке населённых мест Томской губернии упоминается деревня Калтанская со 128 жителями. В 1949 году деревня Нижний Калтан была переименована в рабочий посёлок Калтан
29 июля 1959 года указом Президиума Верховного Совета РСФСР рабочий посёлок Калтан переименован в город с подчинением Осинниковскому горсовету. Город приобрёл статус областного подчинения в 1993 году. 17 декабря 2004 года в соответствии с Законом Кемеровской области № 104-ОЗ образовано муниципальное образование Калтанский городской округ.

### Время
Город Калтан, как и вся Кемеровская область, находится в часовом поясе Красноярское время. Смещение относительно UTC составляет +7. Относительно московского времени часовой пояс имеет постоянное смещение +4 часа и обозначается как MSK+4.

### Географическое положение
Город расположен на юге Кузбасса, в 30 км от Новокузнецка, в пойменной части реки Кондома, впадающей в реку Томь. Через город проходит участок магистральной железной дороги Новокузнецк-Таштагол, который обеспечивает соединение с сетью железных дорог Российской Федерации. Автомобильная дорога областного значения Осинники-Калтан связывает город с Новокузнецком и другими городами области, Таштаголом и Алтайским краем, северными и восточными регионами Сибири.
Рельеф района холмистый, пересечённый, с абсолютными отметками до 230 м. Район отнесён к сейсмоопасным. Сейсмичность района — 6 баллов.
К западу от города Калтан имеются залежи угольных пластов. Пласты сложные по структуре, мощностью 1,1—3,03 м. Суммарные прогнозные ресурсы угольных пластов составляют 26 млн т. На восточной границе городской застройки расположено Калтанское месторождение кирпичных суглинков.

### Климат
Среднегодовая температура воздуха составляет +0,8 °C. В среднем насчитывается 280 солнечных дней в году. Средняя продолжительность безморозного периода — 123 дня. Город расположен в зоне достаточного увлажнения: в среднем выпадает около 600 мм осадков, причём около 450 мм приходится на тёплый период. Продолжительность снежного покрова около 160 дней. Средняя глубина промерзания почвы на территории города составляет около 190 см. Преобладающее направление ветров южное и юго-западное. Среднегодовая скорость ветров — 2,3 м/сек. В то же время повторяемость штилевой погоды составляет 25 %.

## Население
| 1959    | 1967    | 1970    | 1979    | 1989    | 1992    | 1996    | 1998    | 2000    |
| ------- | ------- | ------- | ------- | ------- | ------- | ------- | ------- | ------- |
| 26 627  | ↗28 000 | ↘27 951 | ↘24 955 | ↗25 369 | ↗25 800 | ↗26 500 | ↘26 400 | ↘26 100 |
| 2001    | 2002    | 2003    | 2005    | 2006    | 2007    | 2008    | 2009    | 2010    |
| ↘25 900 | ↗25 951 | ↗26 000 | ↘25 300 | ↘25 000 | ↘24 900 | ↘24 800 | ↗24 890 | ↘21 892 |
| 2011    | 2012    | 2013    | 2014    | 2015    | 2016    | 2017    | 2018    | 2019    |
| ↗21 934 | ↘21 933 | ↘21 864 | ↘21 784 | ↘21 349 | ↘21 186 | ↘20 947 | ↘20 841 | ↘20 610 |
| 2020    | 2021    | 2025    |         |         |         |         |         |         |
| ↘20 464 | ↗21 752 | ↘20 724 |         |         |         |         |         |         |

На 1 января 2025 года по численности населения город находился на 639-м месте из 1124 городов Российской Федерации.

## Экономика

### Промышленность
На территории Калтана расположены следующие предприятия
- Южно-Кузбасская ГРЭС
- Завод Котельно-вспомогательного оборудования и трубопроводов (ЗКВОиТ)
- Калтанский завод металлоконструкций (КЗМК)
- Южно-Кузбасский производственный комбинат (ЮКПК)
- Калтанский кирпичный завод (ККЗ)
- Филиал «Калтанский угольный разрез» ОАО УК «Кузбассразрезуголь»
- Филиал «Шахта „Алардинская“» ОАО «ОУК „Южкузбассуголь“»
- Филиал «Энергосеть г. Калтана»
- ООО «Разрез „Корчакольский“»
- Шахта «Тайлепская»
- Южно-Кузбасское промышленно-транспортное управление

Распоряжением Правительства РФ от 29.07.2014 № 1398-р (ред. от 13.05.2016) «Об утверждении перечня моногородов», включён в список моногородов Российской Федерации с наиболее сложным социально-экономическим положением.

## Известные уроженцы
- Гнедин Виктор Александрович — участник Великой Отечественной войны, Герой Советского Союза[28].
- Головин Александр Сергеевич — футболист, полузащитник французского клуба «Монако» и сборной России[29].